# 54362 Restitutum
54362 Restitutum è un asteroide della fascia principale. Scoperto nel 2000, presenta un'orbita caratterizzata da un semiasse maggiore pari a 2,6371241 UA e da un'eccentricità di 0,1301017, inclinata di 13,78372° rispetto all'eclittica.